# Skarb bursztynu z Basoni

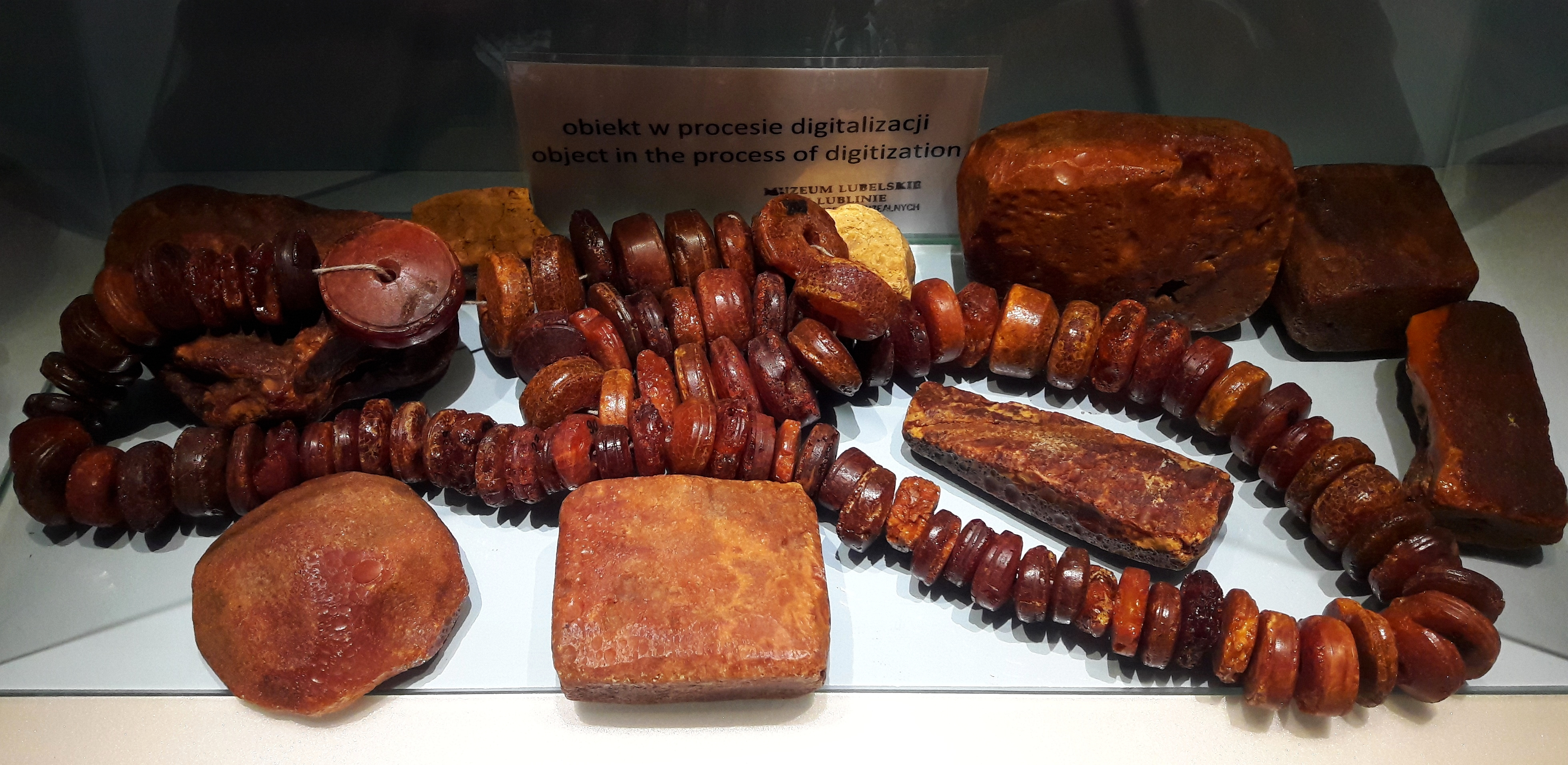
Skarb bursztynu z Basoni, Muzeum Narodowe w Lublinie

Skarb bursztynu z Basoni – skład wyrobów z bursztynu i nieobrobionych brył tego surowca pochodzący z pierwszej połowy V w. n.e., odkryty w rejonie wsi Basonia na terenie obecnego województwa lubelskiego. Jest to jeden z największych odkrytych składów wyrobów z bursztynu w Europie .
Na nagromadzenie dużej ilości bursztynu i wyrobów z niego natknięto się między Basonią a wioską Pocześle podczas prac ziemnych związanych z budową okopów dla armii austro-węgierskiej w 1914 r. w czasie I wojny światowej. Znalezisko to nie zostało wówczas przebadane ani udokumentowane i zabezpieczone dla celów naukowych i muzealnych, bursztyn zaś trafił w ręce miejscowej ludności. Większość bursztynu uległa spaleniu przez lokalnego kowala, który używał go jako paliwa, a jedynie niewielka część trafiła wiele lat po odkryciu skarbu do muzeów. Pierwsze doniesienie o skarbie ukazało się drukiem w 1937 r., a przybliżoną wagę znaleziska szacowano w oparciu o relacje świadków zebrane po latach. Dlatego dokładna lokalizacja, waga i kontekst archeologiczny nie są znane. Pierwsze doniesienie z 1937 r. szacowało wagę skarbu na 0,3 kwintala (30 kg) wyrobów z bursztynu i kilka kwintali jantaru nieobrobionego (w późniejszych publikacjach podawano 200-300 kg). Archeolog Przemysław Wielowiejski zwrócił uwagę, że podawanie konkretnych liczb, wobec braku dokumentacji znaleziska, jest nieprecyzyjne i określił przypuszczalną wagę całego skarbu na kilkaset kilogramów. Jednocześnie na podstawie analizy zachowanego materiału ustalił, że wśród wyrobów bursztynowych dominowały paciorki różnej wielkości i kształtu, przy czym wszystkie zachowane paciorki mają kształt typowy dla wyrobów kilku faz okresu wpływów rzymskich. Najmłodszą udokumentowaną grupą paciorków są okazy o cechach fazy D, czyli V w. n.e. i z takim wiekiem wiąże autor ukrycie skarbu. Oprócz typów paciorków obecnych w kilku kulturach, w zachowanym materiale są paciorki charakterystyczne głównie dla kultury zachodniobałtyjskiej i na tej podstawie Wielowiejski sugeruje, że wyroby powstały w warsztatach ludu tej kultury i zapewne od tegoż ludu pochodzi także surowiec nieobrobiony. Bryły bursztynu są zarówno nieobrobione, jak i wykazujące ślady obróbki o różnym stopniu zaawansowania. Wielowiejski uważał skarb basoński za skład kupiecki, tak ze względu na ilość bursztynu, jak i na fakt, iż wyroby nie noszą śladów używania. Badania bursztynu z Basoni metodą spektrometrii absorpcyjnej w podczerwieni udowodniły, że jest to bałtycki sukcynit .
Współcześnie niewielkie pozostałości skarbu, w postaci około 270 paciorków lub ich fragmentów i 11 brył nieobrobionego jantaru, przechowywane są w Muzeum Lubelskim. Mniejsza liczba okazów z tego skarbu znajduje się w kolekcjach: Państwowego Muzeum Archeologicznego w Warszawie i Muzeum Ziemi PAN w Warszawie, natomiast okazy podarowane muzeum w Radomiu zaginęły . Łącznie zachowało się w muzeach 29 brył bursztynu (najcięższa z nich waży 175,9 g) lub ich kawałków oraz 304 paciorki .